# Lill-Hällsjön, Värmland
Lill-Hällsjön är en sjö i Torsby kommun i Värmland och ingår i Göta älvs huvudavrinningsområde. Sjön har en area på 0,0425 kvadratkilometer och ligger 413,5 meter över havet. Sjön avvattnas av vattendraget Kjerkesjåa. Vid provfiske har abborre och elritsa fångats i sjön.

## Delavrinningsområde
Lill-Hällsjön ingår i det delavrinningsområde (669640-131960) som SMHI kallar för Utloppet av Nyckelvattnet. Medelhöjden är 402 meter över havet och ytan är 18,71 kvadratkilometer. Det finns inga avrinningsområden uppströms utan avrinningsområdet är högsta punkten. Kjerkesjåa som avvattnar avrinningsområdet har biflödesordning 4, vilket innebär att vattnet flödar genom totalt 4 vattendrag innan det når havet efter 407 kilometer. Avrinningsområdet består mestadels av skog (72 procent). Avrinningsområdet har 2,84 kvadratkilometer vattenytor vilket ger det en sjöprocent på 15,1 procent.